# Fulgencio Riesco Bravo
Fulgencio Riesco Bravo (Calzada de Valdunciel, Salamanca, 1881 - 1966), fue un sacerdote y bibliógrafo español.

## Biografía
Poco antes de ordenarse sacerdote cantando misa en su aldea natal en 1907, al encontrarse todas las plazas ocupadas en Salamanca (coadjutorías, parroquias, beneficios, capellanías), tuvo que hacerse con rentas suficientes para asegurar su sustento y a instancias de su padre estudió Filosofía y Letras, sección Historia, en la Universidad Central de Madrid; aprendió además la lengua alemana. Se sacó también la oposición de Archivos y Bibliotecas el 28 de julio de 1911, con el grado de oficial tercero y un sueldo anual de 3.000 pesetas, y fue destinado a la Biblioteca Pública de Cáceres en ese mismo año, donde catalogó sus incunables; luego fue destinado al Archivo de Hacienda de Salamanca (12 de mayo de 1914) y luego al archivo y biblioteca de la Universidad de Salamanca (4 de diciembre de 1915) hasta que se jubiló el 14 de mayo de 1951. Fue además director de esta biblioteca y archivo desde 1929 (según Pascual Riesco, desde 1942) y elaboró y publicó su catálogo de incunables. También enseñó: en 1917 era auxiliar gratuito de letras en el Instituto de Salamanca y en 1940 fue contratado como profesor de Derecho Canónico en la Pontificia. Era hombre generoso: renunció en 1931 voluntariamente a la parte de herencia de su padre José en favor de sus hermanos y auxiliaba y albergaba a los coterráneos de Calzada y de su familia cuando venían a pedirle sustento por un mal año a su casa de Salamanca o a estudiar; por ejemplo, albergó y alimentó a varios de sus sobrinos, a los que franqueaba el acceso a la biblioteca para ahorrarles costear los libros en sus estudios; entre ellos su sobrino Luis Riesco Terrero (1921-1986), durante sus estudios de Filología Clásica y Románica hasta que se licenció en 1946.
Al iniciarse la Guerra Civil seguía destinado en la Universidad de Salamanca y fue depurado en virtud del Decreto N.º 66 de 10 de noviembre de 1936, pero continuó en su puesto y no sufrió sanción administrativa. Donó sus propios libros a esta biblioteca y archivo en octubre de 1941.

## Obras
- “Ligera reseña de los incunables existentes en la biblioteca provincial de Cáceres”, en la revista Guadalupe (1914).
- Catálogo de los incunables existentes en la Biblioteca Universitaria de Salamanca. Madrid, Cuerpo facultativo de archiveros, bibliotecarios y arqueólogos, 1949.
- Breve reseña histórica de la Biblioteca Universitaria de Salamanca, por su director D. Fulgencio Risco Bravo, y exposición de libros de América e incunables salmantinos, organizada con ocasión de la fiesta del libro en el año 1950. Salamanca: Patronato Provincial para el Fomento de Archivos Bibliotecas y Museos, 1950.